# القناع (فلم)
القناع (بالإنجليزية: The Mask)، هو فيلم كوميدي أمريكي عن الأبطال الخارقين صدر عام 1994، من إخراج تشاك راسل وإنتاج بوب إنغلمان، وسيناريو مايك وارب، مستندًا إلى قصة كتبها مايكل فالون ومارك فيرهيدن. يُعد هذا الفيلم الأول في سلسلة أفلام القناع، وهو مستوحى من سلسلة القصص المصورة التي تحمل الاسم نفسه، والتي أنشأها مايك ريتشاردسون ونشرتها دارك هورس كومكس. الفيلم من بطولة جيم كاري في الدور الرئيسي، إلى جانب بيتر ريغيرت، بيتر غرين، إيمي ياسبك، ريتشارد جيني، وكاميرون دياز في أول ظهور سينمائي لها. يجسد كاري شخصية ستانلي إبكيس، وهو رجل عادي يعثر على قناع خشبي سحري يحوله إلى شخص أخضر الوجه قادر على تغيير شكله وبيئته بطريقة كرتونية وخارقة للطبيعة. بدأ التصوير في 30 أغسطس 1993 وانتهى في أكتوبر من نفس العام.
صدر الفيلم في 29 يوليو 1994 بواسطة نيو لاين سينما، وحقق نجاحًا نقديًا وتجاريًا هائلًا، حيث حصد أكثر من 351 مليون دولار مقابل ميزانية تراوحت بين 18 و23 مليون دولار، مما جعله رابع أعلى فيلم تحقيقًا للإيرادات في عام 1994، وأيضًا أكثر الأفلام المستوحاة من القصص المصورة ربحًا حتى ذلك الحين. كما ساهم الفيلم في إحياء موسيقى السوينغ في التسعينيات. عزز الفيلم مكانة جيم كاري كنجم بارز في تلك الحقبة، وأطلق كاميرون دياز إلى النجومية كإحدى بطلات السينما. ترشح جيم كاري لجائزة غولدن غلوب عن دوره، كما ترشح الفيلم لجائزة الأوسكار لأفضل تأثيرات بصرية، لكنه خسر أمام فيلم فورست غامب (Forrest Gump). في عام 2005، صدر جزء ثانٍ بعنوان ابن القناع (Son of the Mask) بدون مشاركة كاري، لكنه فشل نقديًا وتجاريًا.

## القصة
في مدينة إيدج، يعمل ستانلي إبكيس كموظف بنك غير واثق من نفسه، وغالبًا ما يكون محل سخرية من الجميع، باستثناء زميله وصديقه المقرب تشارلي شوماكر. في هذه الأثناء، يخطط رجل العصابات دوريان تايريل، الذي يملك رئيسه نيكو نادي كوكو بونغو الليلي، للإطاحة بنيكو. في أحد الأيام، يرسل تايريل صديقته المغنية الفاتنة تينا كارلايل إلى البنك لتصوير تصميمه الداخلي استعدادًا لعملية سطو. ينجذب ستانلي إلى تينا، ويبدو أنها تبادله المشاعر.
بعد أن يُمنع من دخول كوكو بونغو لمشاهدة عرض تينا، تتعطل سيارة ستانلي المعارة أثناء عودته إلى المنزل. بينما كان يقف على جسر الميناء محبطًا، يحاول إنقاذ شخص يبدو وكأنه يغرق، لكنه يكتشف أنه كومة قمامة تخفي قناعًا خشبيًا. عند عودته إلى شقته، يرتدي القناع فيتحول إلى شخصية غريبة ذات وجه أخضر وبدلة أنيقة، تُعرف باسم "القناع"، يمتلك قدرات خارقة تسمح له بتغيير شكله وبيئته بطريقة كرتونية. يقوم ستانلي مستمتعًا بشخصيته الجديدة بسلسلة من الأعمال الكوميدية في المدينة، وينتقم من عدة أشخاص أزعجوه، بما في ذلك صاحبته الغاضبة أغنيس بينمان، والميكانيكيين الذين أعطوه السيارة المعطلة.
في اليوم التالي، يلتقي ستانلي بالمحقق ميتش كالاواي والصحفية بيغي برانت، اللذين يحققان في أنشطة القناع الغامضة. ولكي يتمكن من حضور عرض تينا، يرتدي القناع ويقوم بسرقة البنك، ما يؤدي عن غير قصد إلى إحباط عملية السرقة التي خطط لها تايريل. في كوكو بونغو، يرقص ستانلي بحماس مع تينا ويقبلها. لكن سرعان ما يواجهه تايريل بسبب تخريبه للسرقة، مما يجبر ستانلي على الفرار، تاركًا وراءه قطعة قماش من بدلته، تعود إلى شكلها الأصلي كجزء من بيجامته. بعد اعتقال تايريل وأحد رجاله، يجد كالاواي قطعة القماش، ويبدأ في الشك بأن ستانلي متورط.
في وقت لاحق، يزور ستانلي الطبيب النفسي آرثر نيومان، الذي نشر مؤخرًا كتابًا عن الأقنعة. يستنتج ستانلي أن القناع قد يكون من صنع الإله لوكي، وأن قوته تعمل فقط أثناء الليل. يظن نيومان أن الأمر مجرد أسطورة، لكنه يخلص إلى أن شخصية القناع تعكس رغبات ستانلي المكبوتة.
في تلك الليلة، يلتقي ستانلي بتينا في حديقة محلية وهو يرتدي القناع، ولكن سرعان ما يقاطعهما كالاواي الذي يحاول القبض عليه. يهرب ستانلي بمساعدة بيغي، التي تخونه لاحقًا وتسلمه إلى تايريل مقابل مكافأة قدرها 50,000 دولار. يرتدي تايريل القناع ليصبح كيانًا ضخمًا وشريرًا، ويجبر ستانلي على الكشف عن مكان الأموال المسروقة قبل تسليمه للشرطة، مع ترك قناع مزيف مصنوع من المطاط الأخضر.
عندما تزور تينا ستانلي في مركز الشرطة، يطلب منها مغادرة المدينة، لكنها تشكره على لطفه وتخبره أن القناع لم يكن ضروريًا. أثناء محاولتها الفرار، يختطفها تايريل، ويجبرها على حضور الحفل الخيري في كوكو بونغو، الذي يستضيفه نيكو ويحضره نخبة المدينة، بمن فيهم العمدة. عند وصوله، يقتل تايريل نيكو ويخطط لتدمير النادي بقنبلة موقوتة. في هذه الأثناء، يساعد ميلو، كلب ستانلي، صاحبه على الهروب من زنزانته من خلال جلب المفاتيح من الحارس. يخرج ستانلي لإيقاف تايريل، ويأخذ كالاواي رهينة للفرار من مركز الشرطة.
بعد أن يحبس كالاواي في سيارته، يدخل ستانلي النادي ويطلب المساعدة من تشارلي، لكنه يُكتشف بسرعة ويتم أسره. تخدع تينا تايريل ليخلع القناع، مما يسمح لميلو بالاستيلاء عليه وارتدائه، ليقاتل رجال تايريل بينما يواجه ستانلي وتايريل بعضهما البعض. يستعيد ستانلي القناع، ويستخدمه لإبطال مفعول القنبلة قبل لحظات من انفجارها، ثم يرسل تايريل إلى أسفل مصرف المياه في النافورة الزخرفية للنادي. تصل الشرطة وتعتقل رجال تايريل. يحاول كالاواي القبض على ستانلي مرة أخرى، لكن العمدة يتدخل، موجهًا التهمة إلى تايريل باعتباره القناع، ويشيد بستانلي كبطل. كما يخبر العمدة كالاواي بأنه سيتم إجراء اجتماع صباحي جاد لمناقشة إنهاء خدمته من الشرطة.
في اليوم التالي، وبعد تبرئته واستعادته ثقته بنفسه، يعود ستانلي إلى جسر الميناء مع تينا وتشارلي وميلو. تلقي تينا القناع في الماء قبل أن تتبادل القُبَل مع ستانلي. يحاول تشارلي استعادة القناع، لكن ميلو يسبقه إليه ويهرب به سباحة.

## وصلات خارجية
- مقالات تستعمل روابط فنية بلا صلة مع ويكي بيانات
- The Mask على موقع أول موفي.